# Воррен (Огайо)
Воррен (англ. Warren) — місто (англ. city) в США, адміністративний центр округу Трамбалл штату Огайо. Населення — 39 201 особа (2020). Місто розташоване у північно-східному Огайо, приблизно за 22 км на північний захід від Янгстауна і 24 км на захід від межі з Пенсільванією. Воррен — частина агломерації «Воррен — Бордмен — Янгстаун». У Воррені народився відомий музикант Дейв Ґрол.

## Географія
Воррен розташований за координатами 41°14′18″ пн. ш. 80°49′0″ зх. д. / 41.23833° пн. ш. 80.81667° зх. д. (41.238256, -80.816725).  За даними Бюро перепису населення США в 2010 році місто мало площу 41,84 км², з яких 41,77 км² — суходіл та 0,07 км² — водойми.

## Демографія
Згідно з переписом 2010 року, у місті мешкало 41 557 осіб у 17 003 домогосподарствах у складі 10 013 родин. Густота населення становила 993 особи/км².  Було 20384 помешкання (487/км²).
Расовий склад населення:
| - 67,7 % — білих - 27,7 % — чорних або афроамериканців - 0,4 % — азіатів - 0,2 % — корінних американців |

До двох чи більше рас належало 3,3 %. Частка іспаномовних становила 1,9 % від усіх жителів.
За віковим діапазоном населення розподілялося таким чином: 23,7 % — особи молодші 18 років, 60,3 % — особи у віці 18—64 років, 16,0 % — особи у віці 65 років та старші. Медіана віку мешканця становила 38,3 року. На 100 осіб жіночої статі у місті припадало 92,6 чоловіків;  на 100 жінок у віці від 18 років та старших — 89,5 чоловіків також старших 18 років.
Середній дохід на одне домашнє господарство  становив 39 180 доларів США (медіана — 29 376), а середній дохід на одну сім'ю — 47 546 доларів (медіана — 37 242). Медіана доходів становила 38 025 доларів для чоловіків та 30 858 доларів для жінок. За межею бідності перебувало 35,0 % осіб, у тому числі 56,7 % дітей у віці до 18 років та 12,4 % осіб у віці 65 років та старших.
Цивільне працевлаштоване населення становило 14 325 осіб. Основні галузі зайнятості: освіта, охорона здоров'я та соціальна допомога — 24,3 %, виробництво — 19,2 %, роздрібна торгівля — 11,4 %, науковці, спеціалісти, менеджери — 10,3 %.